# Gordon Brown
James Gordon Brown (ur. 20 lutego 1951 w Glasgow) – brytyjski polityk, premier Zjednoczonego Królestwa Wielkiej Brytanii i Irlandii Północnej od 27 czerwca 2007 do 11 maja 2010.
Lider Partii Pracy od 24 czerwca 2007 do 11 maja 2010, od 2 maja 1997 do 27 czerwca 2007 kanclerz skarbu. Od 1983 do 2025 był członkiem Izby Gmin. W latach 1983–2005 reprezentował okręg wyborczy Dunfermline East w Fife w Szkocji, a od 2005 do 2015 okręg wyborczy Kirkcadly and Cowdenbeath. Od 2021 ambasador Światowej Organizacji Zdrowia ds. Globalnego Finansowania Zdrowia.

## Życiorys

### Wczesne lata życia
Urodził się w Govan, dzielnicy Glasgow, aczkolwiek niekiedy media podają jako jego miejsce urodzenia Giffnock w hrabstwie Renfrewshire, gdzie jego rodzice mieszkali w tym czasie. Jest synem Johna Ebenezera Browna i Elizabeth. Ma dwóch starszych braci – Johna i Andrew. Dzieciństwo spędził w Kirkcaldy. Uczył się w Kirkcaldy West Primary School. Ponieważ odbywał naukę w specjalnym przyspieszonym trybie ukończył szkołę dwa lata wcześniej. Następnie rozpoczął naukę w Kirkcaldy High School, a po jej ukończeniu, w wieku 16 lat, rozpoczął studia historyczne na Uniwersytecie Edynburskim.
Już od wczesnej młodości zmagał się z chorobą oczu, a w wyniku wypadku w czasie studenckiego meczu rugby stracił wzrok w lewym oku. W 1972 ukończył uczelnię z tytułem magistra. Następnie doktoryzował się, pisząc pracę pt. „Partia Pracy i polityczne przemiany w Szkocji w latach 1918–1922”. Stopień doktorski uzyskał w 1982. Jako student był przewodniczącym samorządu Uniwersytetu w Edynburgu.
Redagował gazetę „The Red Paper on Scotland”. Jednocześnie wykładał w Edynburgu oraz w College of Technology w Glasgow. Następnie przez pewien czas pracował jako dziennikarz w telewizji szkockiej. W 1986 opublikował biografię Jamesa Maxtona, jednego z bardziej znanych polityków Niepodległej Partii Pracy. Pierwszy raz wystartował w wyborach do Izby Gmin w 1979, lecz przegrał w swym okręgu z kandydatem konserwatystów Michaelem Ancramem.

### Początek kariery politycznej
Do parlamentu dostał się w 1983 z okręgu Dunfermline East jako reprezentant Partii Pracy, wówczas znajdującej się w opozycji. W 1985 został rzecznikiem partii do spraw przemysłu i handlu. W latach 1987–1989 był naczelnym sekretarzem skarbu w gabinecie cieni, a następnie także ministrem handlu i przemysłu w gabinecie cieni. W 1992 został mianowany w gabinecie cieni Kanclerzem Skarbu.
W 1994, po nagłej śmierci Johna Smitha, lidera Partii Pracy, był potencjalnym kandydatem na jego następcę. Jednak w wyniku dżentelmeńskiej umowy z Tonym Blairem w restauracji Granita w Islington, zgodził się nie występować przeciw jego kandydaturze, zyskując w zamian obietnicę zupełnej kontroli i kształtowania polityki partii w sferze ekonomii. Na swoim stanowisku w gabinecie cieni działał na rzecz przedstawienia swojej osoby jako kompetentnego kandydata na „właściwego” kanclerza skarbu.

### Kanclerz skarbu

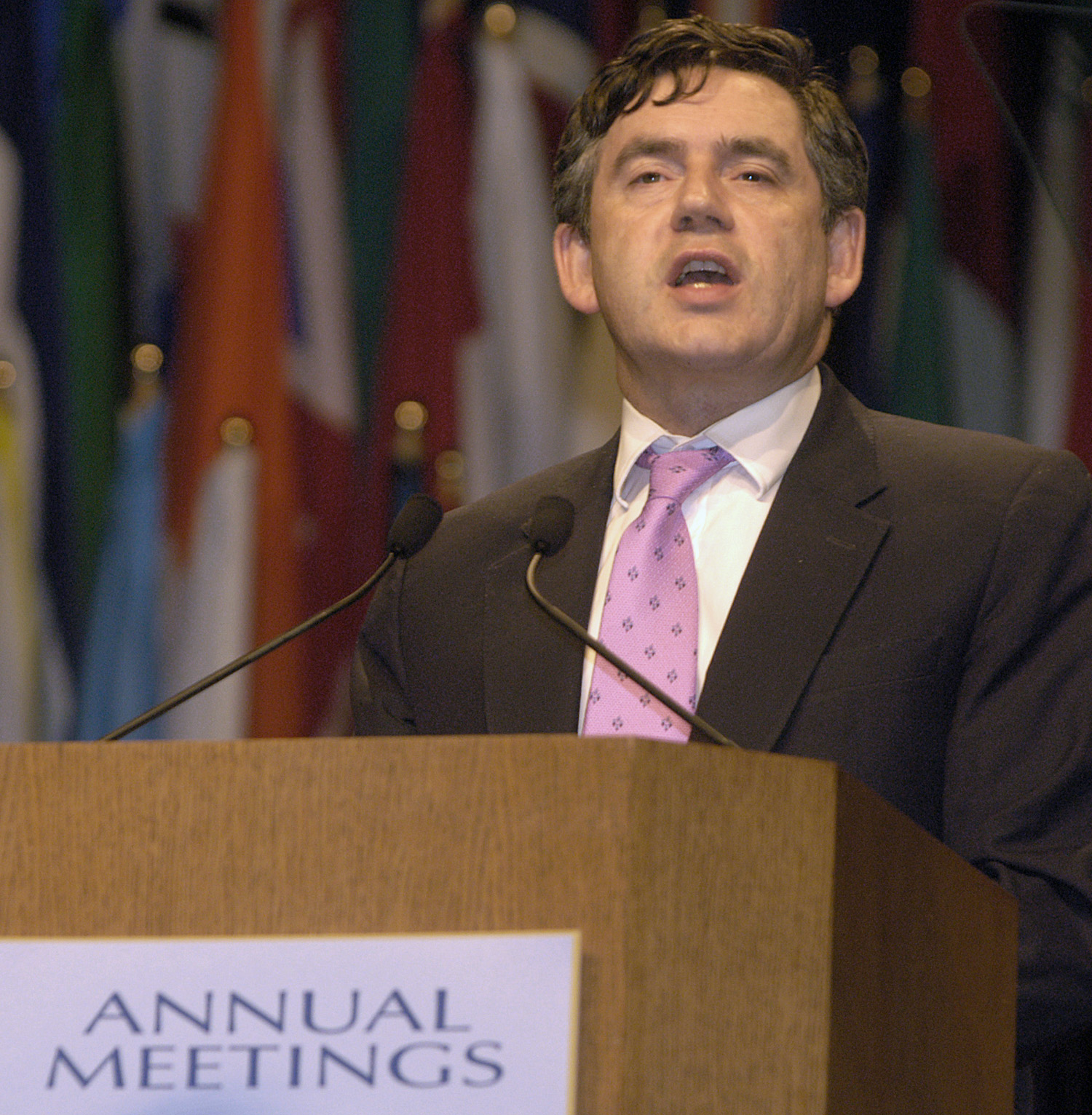
Gordon Brown w 2002

W rezultacie sukcesu wyborczego Partii Pracy, 2 maja 1997 objął stanowisko kanclerza skarbu. Już na początku zaskoczył ekonomistów, przyznając Bankowi Centralnemu niezależność operacyjną w polityce monetarnej, co według konserwatystów miało być pierwszym krokiem przybliżającym Wielką Brytanię do tworzonej właśnie strefy euro.
Prowadził rozważną politykę podatkową. Jednak w czasie jego rządów, na co wskazuje raport OECD, dochody państwa z tytułu wpływów podatkowych wzrosły z poziomu 39,9% PKB w 1997 do 42,4% PKB w 2006, wskutek aktywności rządu.
Głównym jego osiągnięciem jako kanclerza skarbu było utrzymanie stabilnego wzrostu gospodarczego i obniżenie poziomu bezrobocia w kraju. Według danych OECD, średni wzrost gospodarczy w Wielkiej Brytanii w latach 1997–2006 wyniósł 2,7%, wobec 2,1% dla całej Unii Europejskiej. Bezrobocie zaś w 2006 wyniosło 5,5% (średnia UE 8,1%) wobec 7% w 1997.

### Premier Wielkiej Brytanii
10 maja 2007 Tony Blair zapowiedział rezygnację z funkcji premiera. Brown był jednym z kandydatów na jego następcę. Jego konkurentem był John McDonnell. Do 17 maja obaj kandydaci musieli zgłosić swoje kandydatury popierane przez ponad 12,5% członków Partii Pracy. Ten wymóg spełnił tylko Brown i 17 maja 2007 uzyskał nominację Partii Pracy na jej nowego lidera i przyszłego premiera. 24 czerwca 2007, na zjeździe partii w Manchesterze, został wybrany nowym liderem. 27 czerwca 2007 królowa Wielkiej Brytanii Elżbieta II powołała go na stanowisko premiera rządu Jej Królewskiej Mości. Następnego dnia premier podał skład swojego gabinetu.
Brown często zgłaszał propozycje przeniesienia kilku prerogatyw Korony na parlament, np. prawa do wypowiadania wojny i aprobowania nominacji na najwyższe urzędy. Parlament miał uzyskać prawo do ratyfikacji umów międzynarodowych oraz mieć większy wpływ na służby specjalne.

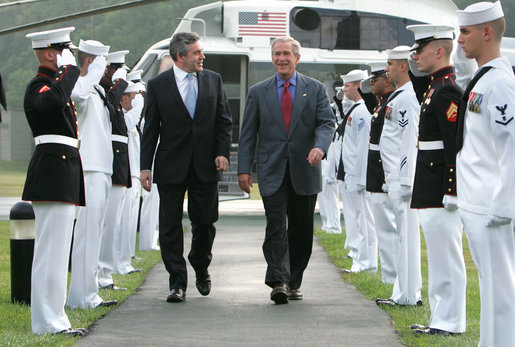
Wizyta w USA

W polityce zagranicznej utrzymał zaangażowanie Wielkiej Brytanii w wojnę w Iraku, aczkolwiek w wygłoszonym w czerwcu 2007 przemówieniu zapowiedział, że „wyciągnie wnioski” z błędów popełnionych w Iraku. Brytyjski premier nadal utrzymywał bliskie stosunki ze Stanami Zjednoczonymi.
6 maja 2010 Partia Pracy przegrała wybory parlamentarne, uzyskując o ponad 90 mandatów mniej niż w wyborach sprzed 5 lat. Wybory, choć zakończone zwycięstwem Partii Konserwatywnej, doprowadziły do wyłonienia tzw. zawieszonego parlamentu, w którym żadna z sił politycznych nie zdobyła większości głosów zdolnej do samodzielnego utworzenia rządu. Zmusiło to trzy główne partie polityczne do rozpoczęcia procesu negocjacji politycznych prowadzących do stworzenia gabinetu koalicyjnego lub uzyskania poparcia dla gabinetu mniejszościowego.
10 maja 2010 premier Brown z powodu przegranej w wyborach i w celu ułatwienia rozmów z Liberalnymi Demokratami (zajęli 3. miejsce w wyborach) zapowiedział rezygnację ze stanowiska lidera partii po wyłonieniu wczesną jesienią jej nowego przywódcy. Dążył w ten sposób do utrzymania władzy przez Partię Pracy w koalicji z Liberalnymi Demokratami. Jednakże już 11 maja 2010, w obliczu porażki w rozmowach z Liberalnymi Demokratami, ogłosił rezygnację ze stanowiska premiera i natychmiastową rezygnację z funkcji lidera laburzystów. Tego samego dnia złożył dymisję na ręce królowej Elżbiety II, która misję sformowania nowego gabinetu powierzyła liderowi konserwatystów, Davidowi Cameronowi. Na stanowisku szefa partii Browna tymczasowo zastąpiła Harriet Harman.
W 2014 ogłosił wycofanie się z polityki, nie kandydował w wyborach parlamentarnych w 2015

## Życie prywatne

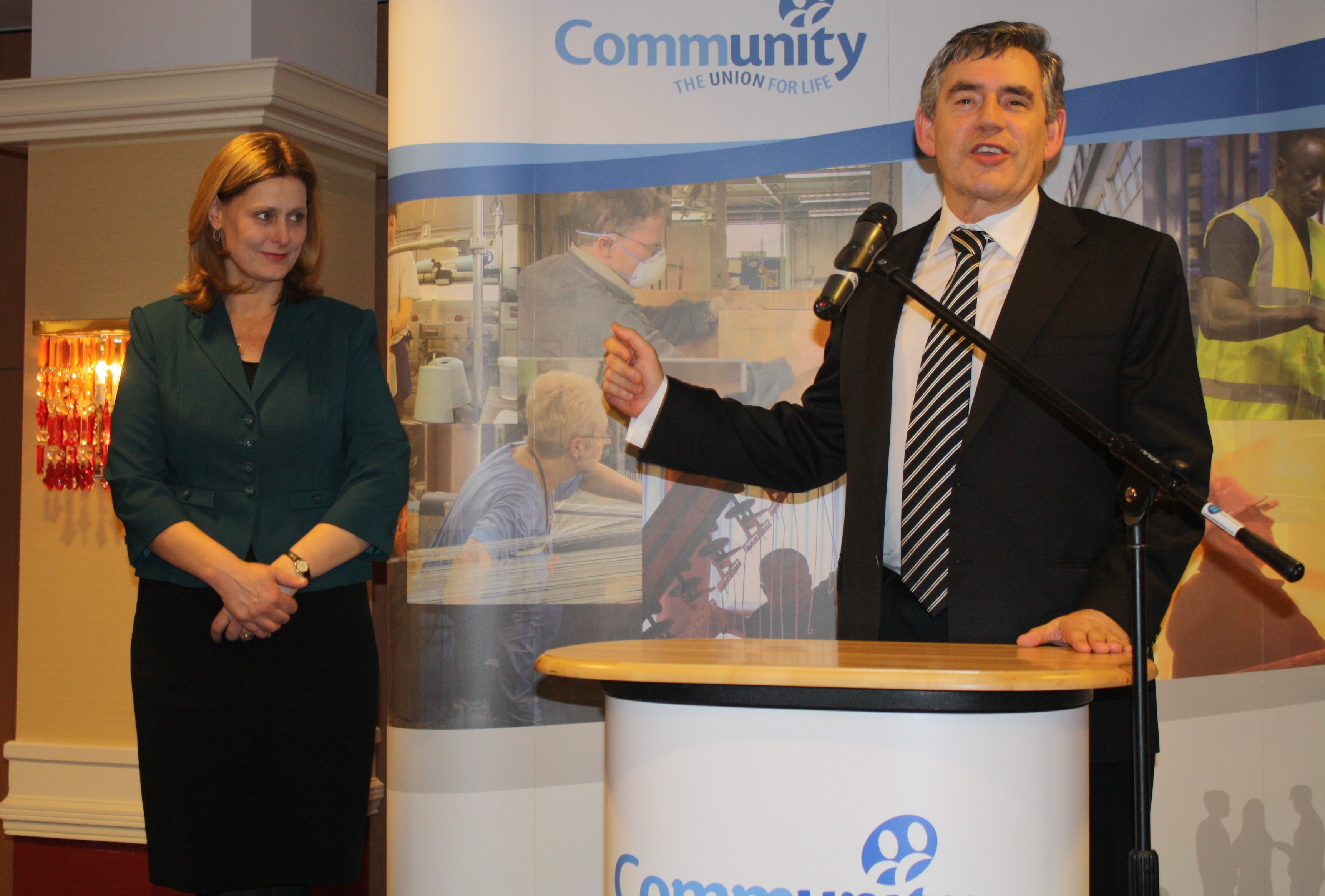
Gordon Brown z żoną Sarą

3 sierpnia 2000, po czterech latach znajomości, poślubił Sarę Macaulay (ur. w październiku 1963), z zawodu specjalistkę public relations. Ślub odbył się w North Queensferry w Fife. 28 grudnia 2001 urodziła się im pierwsza córka, Jennifer Jane, lecz po kilkunastu dniach, 8 stycznia 2002, zmarła wskutek wylewu krwi do mózgu. Drugie dziecko, syn John, przyszło na świat 17 października 2003, a 17 lipca 2006 urodził się kolejny syn, James Fraser, u którego w listopadzie 2006 została zdiagnozowana mukowiscydoza.